# Caedicia simplex
Caedicia simplex är en insektsart som först beskrevs av Walker, F. 1869.  Caedicia simplex ingår i släktet Caedicia och familjen vårtbitare. Inga underarter finns listade i Catalogue of Life.

## Bildgalleri

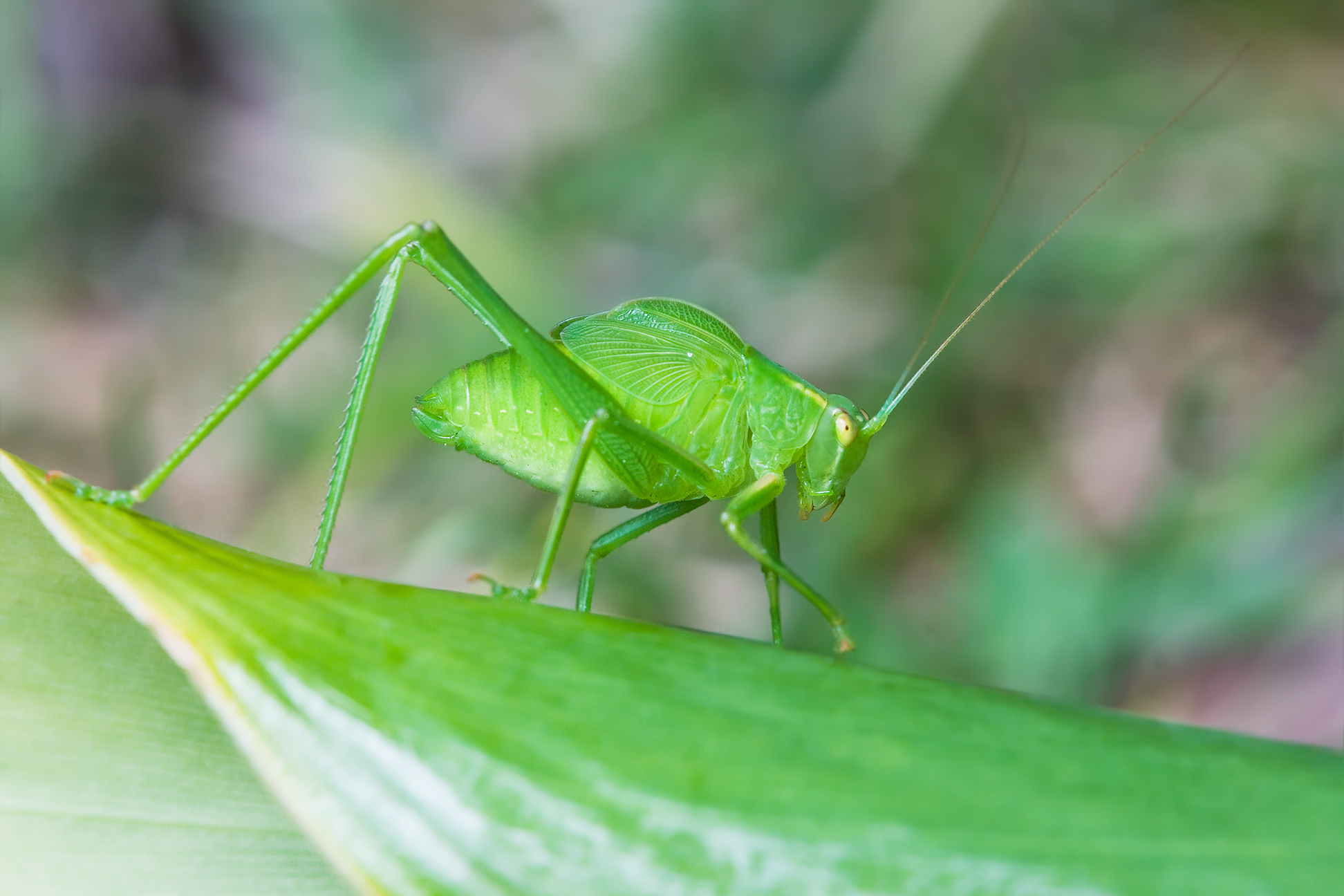
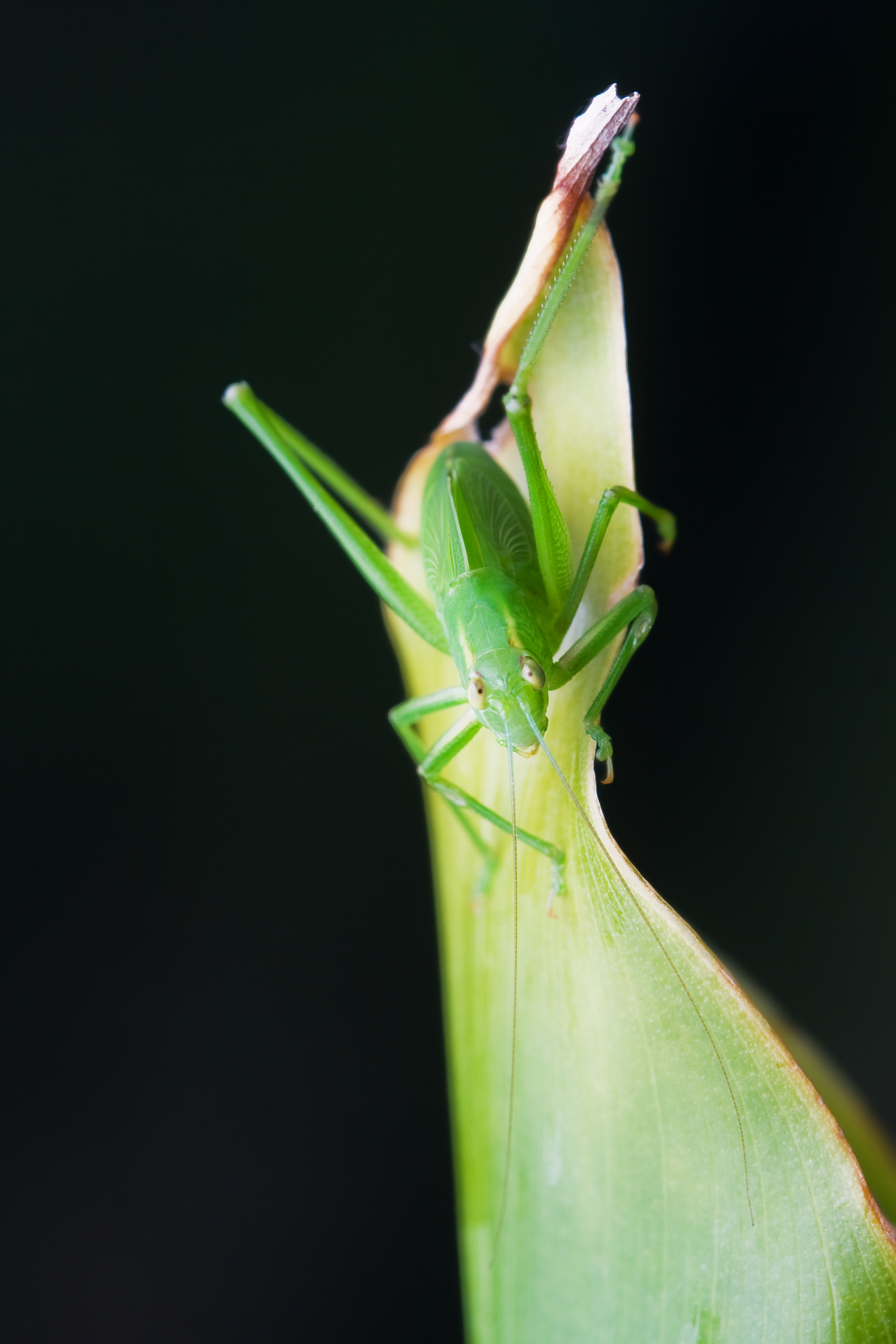
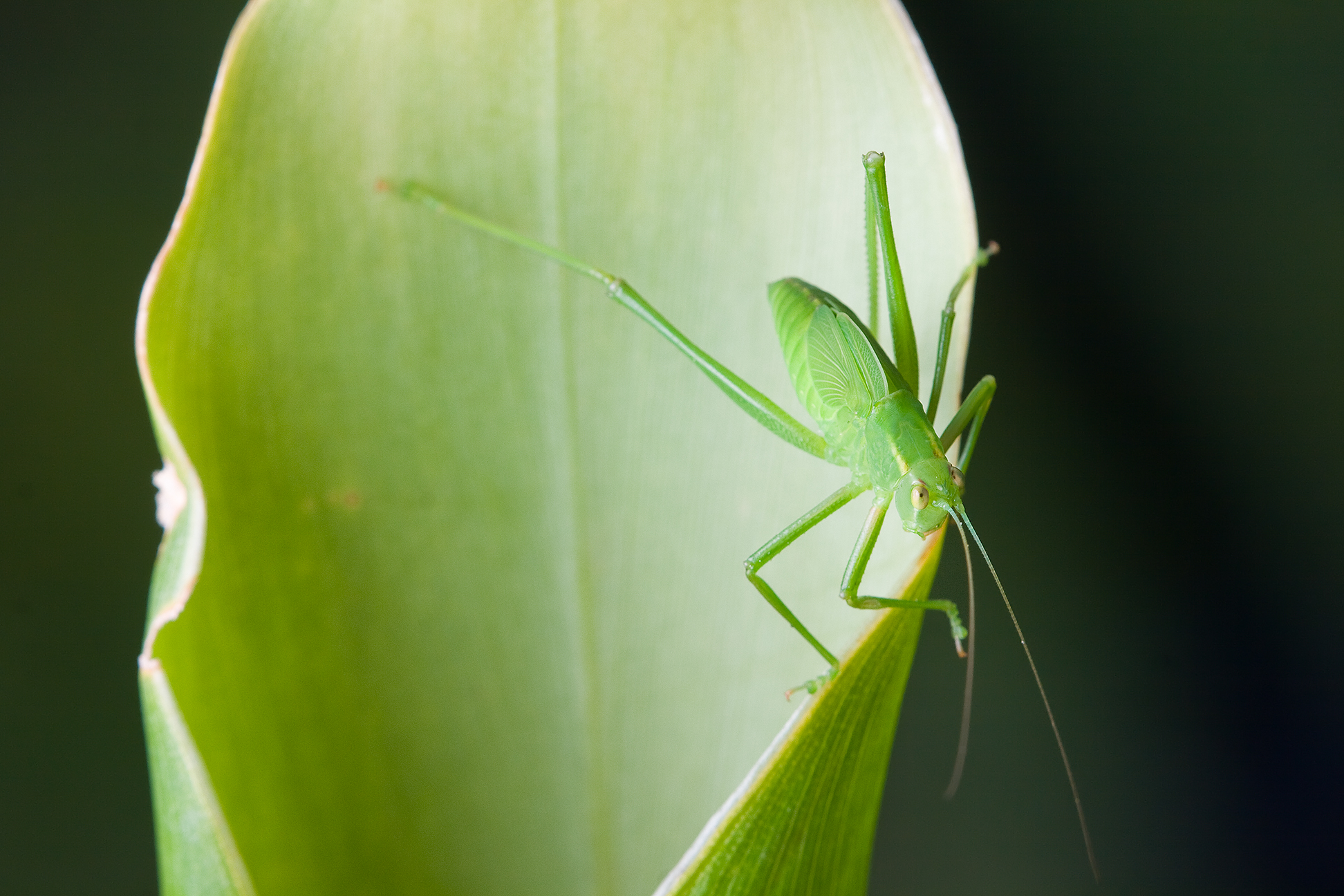
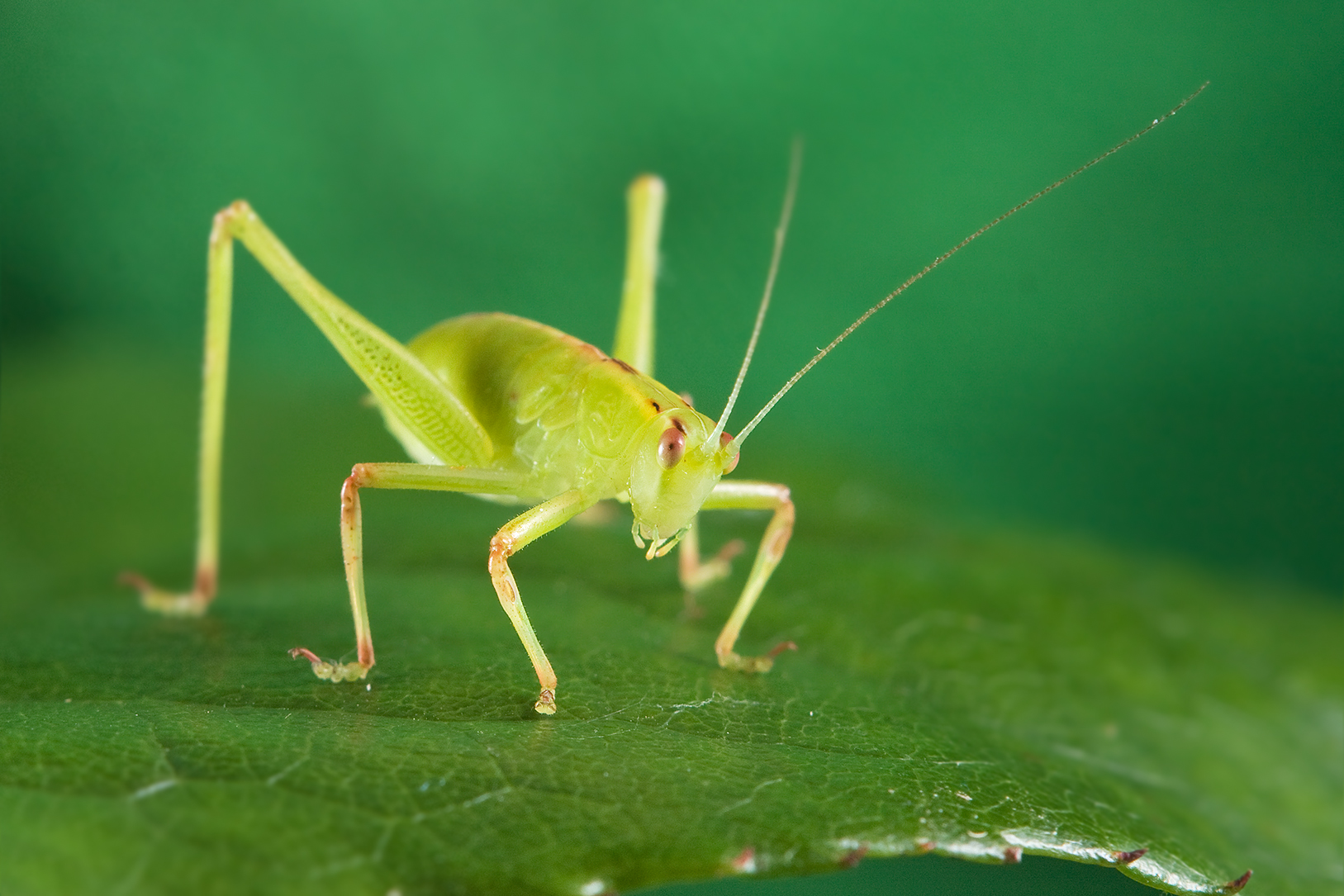
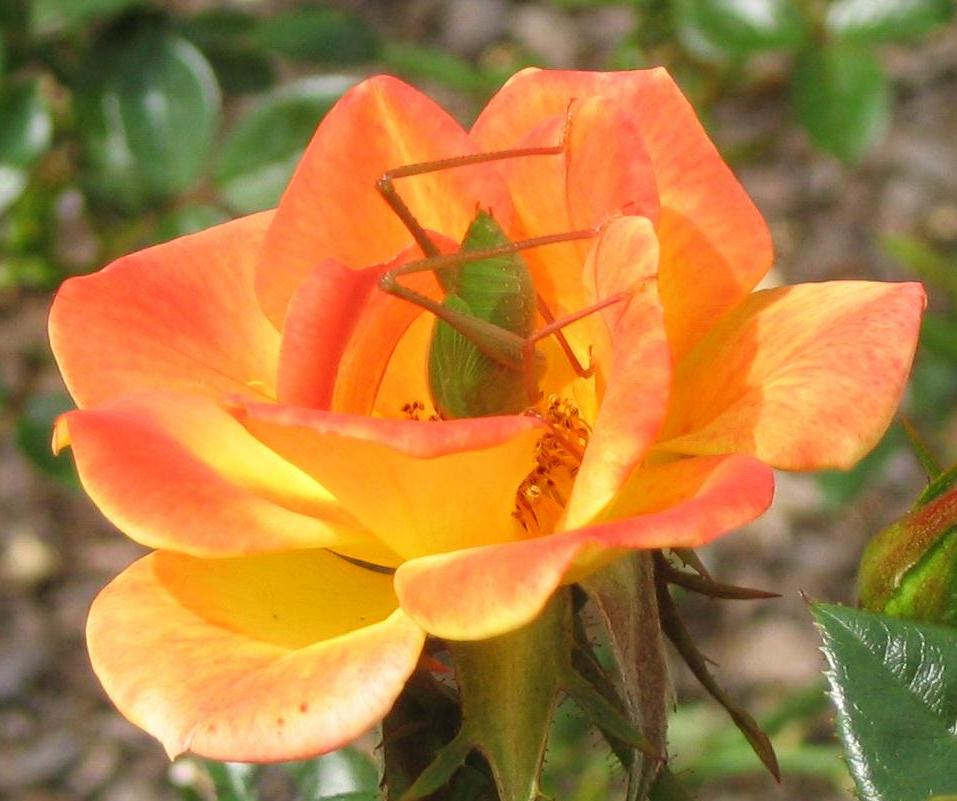